# Shazam (aplikacja)
Shazam – aplikacja wyprodukowana przez brytyjskie przedsiębiorstwo o tej samej nazwie będąca własnością Apple Inc. Aplikacja umożliwia identyfikację muzyki, rozpoznanie tytułu i wykonawcy utworu na podstawie zarejestrowanego fragmentu dźwięku. Aplikacja jest w stanie rozpoznać piosenkę, nawet jeśli korzysta się ze słuchawek. Shazam zapisuje informacje o odnalezionych utworach oraz umożliwia ich odtworzenie w serwisach takich jak YouTube i Spotify. Aplikacja zawiera również Top Listę oraz listę najczęściej wyszukiwanych utworów przez użytkowników aplikacji. Shazam umożliwia integrację aplikacji z kontem na Facebooku, dzięki czemu użytkownicy mogą dzielić się informacjami, uwagami i odnalezionymi utworami ze znajomymi.
Według danych z sierpnia 2014 roku Shazam miał 100 milionów aktywnych użytkowników miesięcznie, a aplikacja została pobrana ponad 500 milionów razy. W październiku ujawniono, że Shazam został wykorzystany do zidentyfikowania 15 miliardów utworów. Według danych z września 2016 roku Shazam został pobrany ponad miliard razy i został wykorzystany 30 miliardów razy w celu identyfikacji muzyki.